# Газомія-Нова
Газомія-Нова (пол. Gazomia Nowa) — село в Польщі, у гміні Мощениця Пйотрковського повіту Лодзинського воєводства.
Населення — 389 осіб (2011).
У 1975-1998 роках село належало до Пйотрковського воєводства.

## Демографія
Демографічна структура станом на 31 березня 2011 року:
|          | Загалом | Допрацездатний вік | Працездатний вік | Постпрацездатний вік |
| -------- | ------- | ------------------ | ---------------- | -------------------- |
| Чоловіки | 186     | 35                 | 129              | 22                   |
| Жінки    | 203     | 38                 | 109              | 56                   |
| Разом    | 389     | 73                 | 238              | 78                   |